# Дюммер, Ричард Арнольд
Ричард Арнольд Дюммер (1887 Кейптаун — 2 декабря 1922 Уганда) — южноафриканский ботаник, исследовавший растительность в Южной Африке, Кении и Уганде.
Дюммер работал в городском саду Кейптауна, до того как стал садовником Королевских ботанических садов в Кью в 1910 году. В 1911 году он стал помощником профессора Августина Генри и приложил руку к подготовке к публикации труда Элвиса и Генри «„The Trees of Great Britain and Ireland“». Даммер работал в гербариях и библиотеках Кью, Британский музей, Лондонского Линнеевского общества, Кембридже, Оксфорда и Эдинбургского университета.
В 1914 году он, работая на компанию «Kivuvu Rubber Company» в Кампале, имел возможность собирать цветущие растения и грибы. Даммер также провел ботанические экспедиции до потухшего вулкана Элгон и кратера Лонгонот (англ. Mount Longonot). После этих экспедиций Даммер вернулся на год в Кейптаун для идентификации и обработки собранных образцов растений.
Его жизнь и карьера внезапно были прерваны мотоциклетной аварией на дороге «Jinji» в Кампале. В его честь «Kew Guild» учредила ежегодную премию «The Dümmer Memorial Prize» для студента, который представит лучшую коллекцию британских растений. Даммер собрал более 20 000 образцов растений, которые находятся в мировых гербариях.